# Sillago aeolus
 Sillago aeolus és una espècie de peix de la família Sillaginidae i de l'ordre dels perciformes.

## Morfologia
Els mascles poden assolir els 30 cm de longitud total.

## Distribució geogràfica
Es troba des de Sud-àfrica fins al Japó, incloent-hi Singapur, Tailàndia, Xina, Hong Kong, Taiwan i Filipines.